# آلایه تصویری

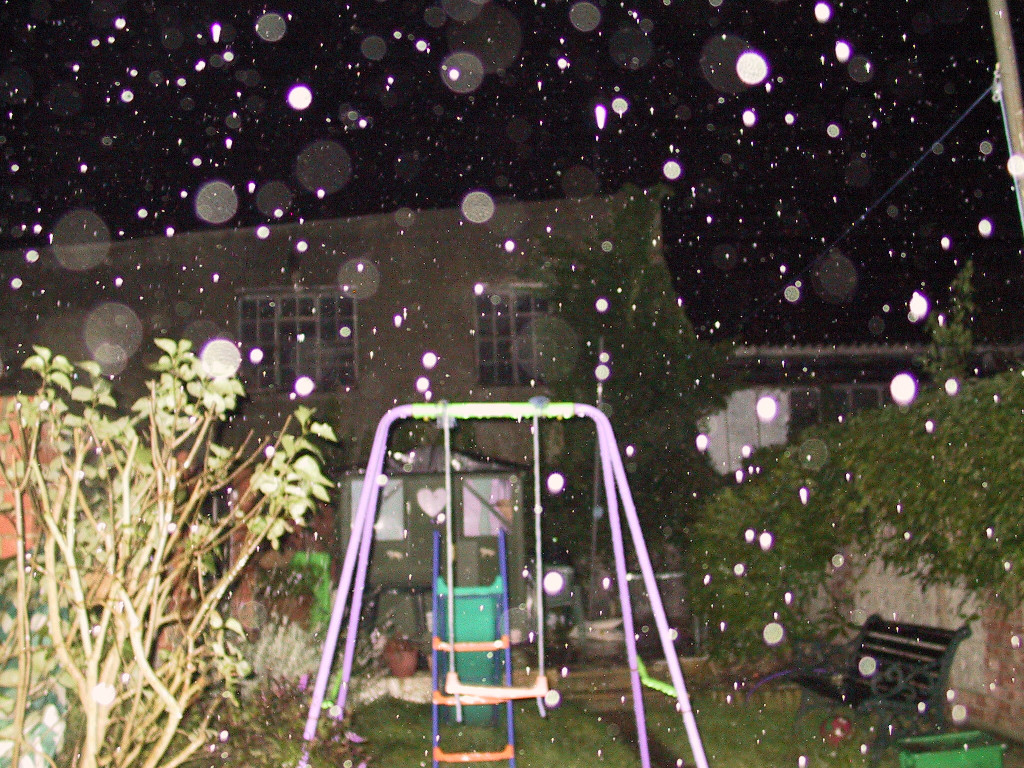
آلایه‌های گرد از پس پراکندگی ناشی از قطرات باران

مصنوعات بصری (به انگلیسی: artifact) ناهنجاری هایی هستند که در هنگام نمایش بصری مانند گرافیک دیجیتال و سایر اشکال تصویربرداری، به ویژه عکاسی و میکروسکوپ، آشکار می شوند.